# Bojan Emeršič
Bojan Emeršič (22. jul 1963) je slovenački pozorišni, filmski glumac i komičar.
Emeršič je rođen u Mariboru. Diplomirao je 2008. na AGRFT u Ljubljani. Stalno je zaposlen u Ljubljanskoj Drami.

## Spoljašnje veze
- Bojan Emeršič na sajtu  (jezik: engleski)